# Gejzir
Gejzir (iz islandskog jezika geysa – vrtlog, tok) je termalni izvor na zemaljskoj površini koji u manje ili više redovitim vremenskim razmacima izbacuje kipuću vodu i paru kao fontanu u zrak. 
Ime gejsir je dobio po Islandskim izvoru Geysir. Gejziri se nalaze uglavnom na vulkansko aktivnim područjima (Island, Novi Zeland, Čile, Nacionalni park Yellowstone u SADu).

## Erupcija
|                                 |                                          |
| 1. para izlazi iz kipuće vode   | 2. vodeni val se diže                    |
|                                 |                                          |
| 3. Kipuća voda izlazi iz zemlje | 4. Kipuća voda i para se diže 60m visine |

Vruće stijene, duboko ispod površine dižu temperaturu vode. Pritisak tjera vodu kao mlaz prema gore. Kada se napuni spremište ponovo s vrućom vodom, gejzir ponovo izvire.
Gejzir djeluje po načelu stalnog izvora vode i podzemnih tunela, koji djeluju kao cijevi. Kad se nakupi dovoljno vruće vode, tlak ju podiže na površinu. 
Najpredvidlji gejzir u Yellowstone parku je Old Faithful. Prosječno vrijeme između erupcije iznosi 64 minute.

## Poznati gejziri
.
Gejzir je rijedak prirodni fenomen, jer zahtijeva kombinaciju vode, topline i podzemnih tunela. 
1. Nacionalni park Yellowstone, Wyoming, Sjeverna Amerika
2. Dolina Gejzira, polutok Kamčatka, Rusija, Azija
3. El Tatio, Čile, Južna Amerika
4. vulkansko podrujčje Taupo, Sjeverni otok, Novi Zeland, Oceanija
5. Island, Europa

## Vanjske poveznice
- Geysers and How They Work by Yellowstone National Park
- Geyser Observation and Study Association (GOSA)  Arhivirana inačica izvorne stranice od 31. listopada 2020. (Wayback Machine)
- Geysers of Yellowstone: Online Videos and Descriptions
- About Geysers by Alan Glennon
- Cold Water Geysers by Alan Glennon
- Geysers, The UnMuseum  Arhivirana inačica izvorne stranice od 25. siječnja 2009. (Wayback Machine)
- Johnston's Archive Geyser Resources
- The Geology of the Icelandic geysers by Dr. Helgi Torfason, geologist
- Geysers and the Earth's Plumbing Systems by Meg Streepey